# Thripadectes
Thripadectes là một chi chim trong họ Furnariidae.